# Неоскона адианта
Неоскона адианта (лат. Neoscona adianta) — вид аранеоморфных пауков рода Neoscona из семейства пауков-кругопрядов (Araneidae).

## Ареал
Neoscona adianta имеет палеарктическое распространение. Особенно часто встречается в западной и центральной Европе. 

## Описание
N. adianta обитает на луговых растениях, включая утёсник и некоторые кустарники семейства Вересковые. Брюшко паука варьирует от сероватой до красно-коричневой и оранжевой гаммы с яркими белыми или кремовыми треугольниками с чёрной каймой. Самки крупнее самцов 5,5–7,0 мм, самцы 4,0–5,0 мм. Паутина неправильной формы, расположена невысоко от земли. Часто паук просто оплетает вершину цветка.

## Галерея

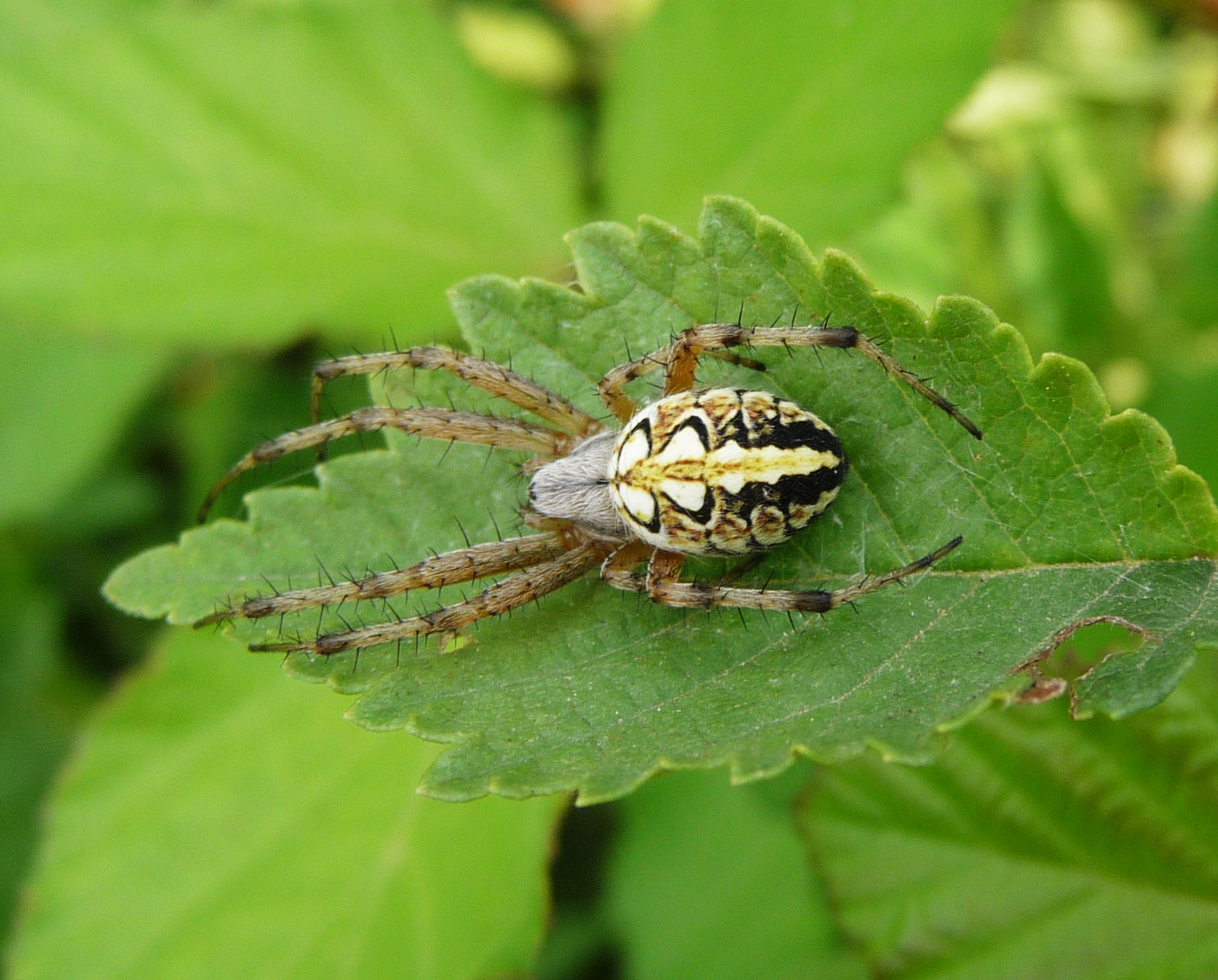
Neoscona adianta (Италия).
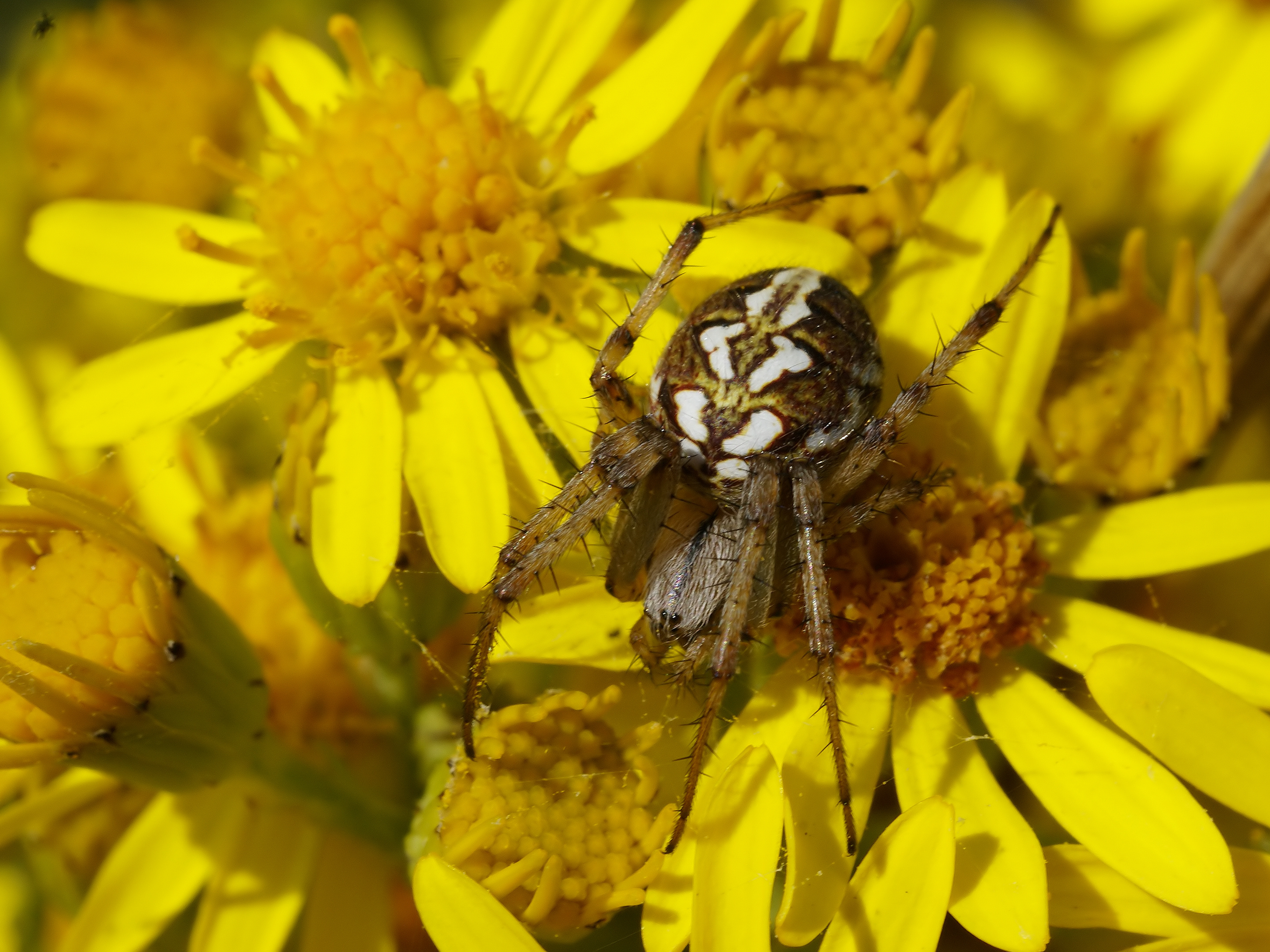
N. adianta на цветах крестовника Якова.
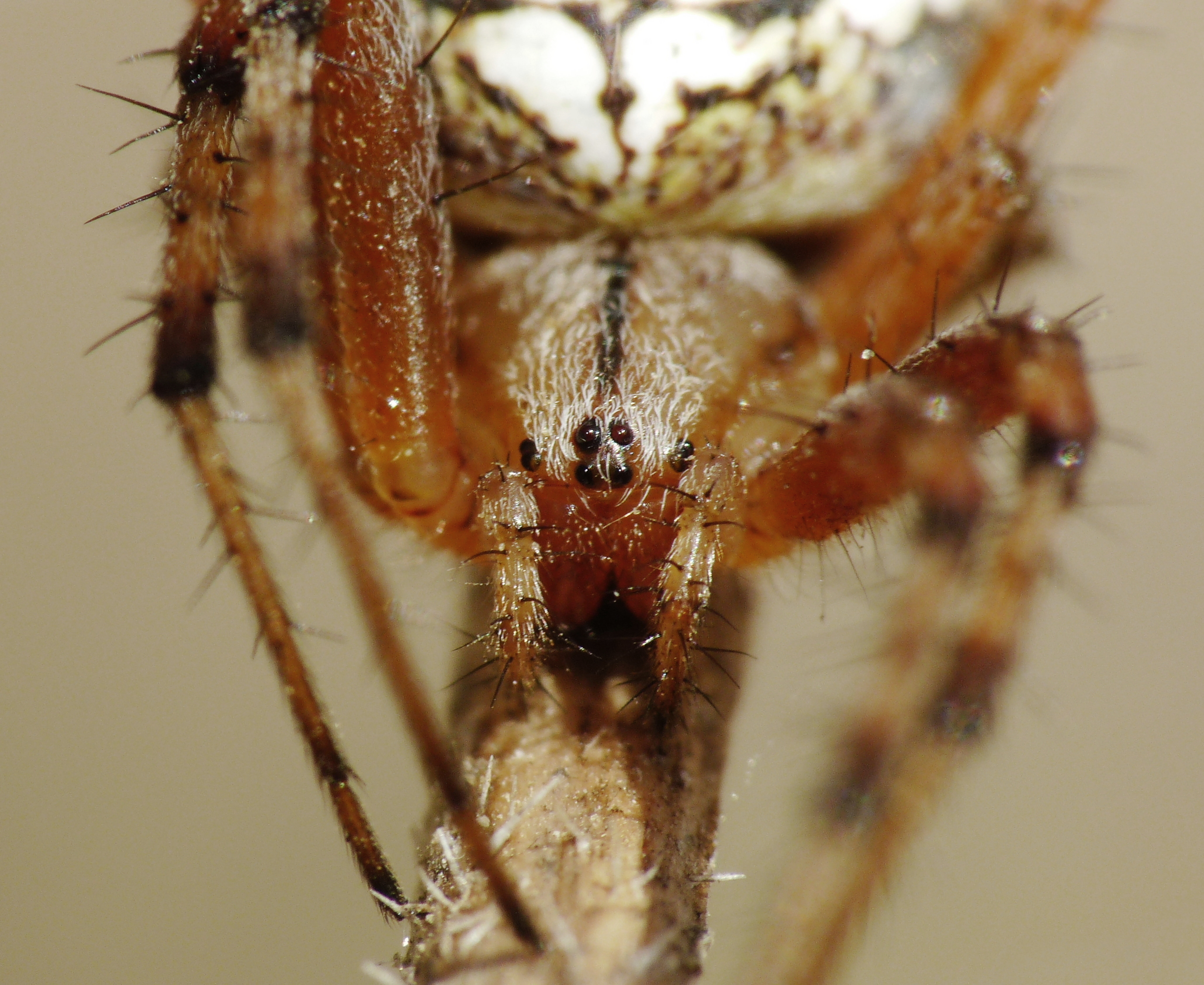
Головогрудь N. adianta.
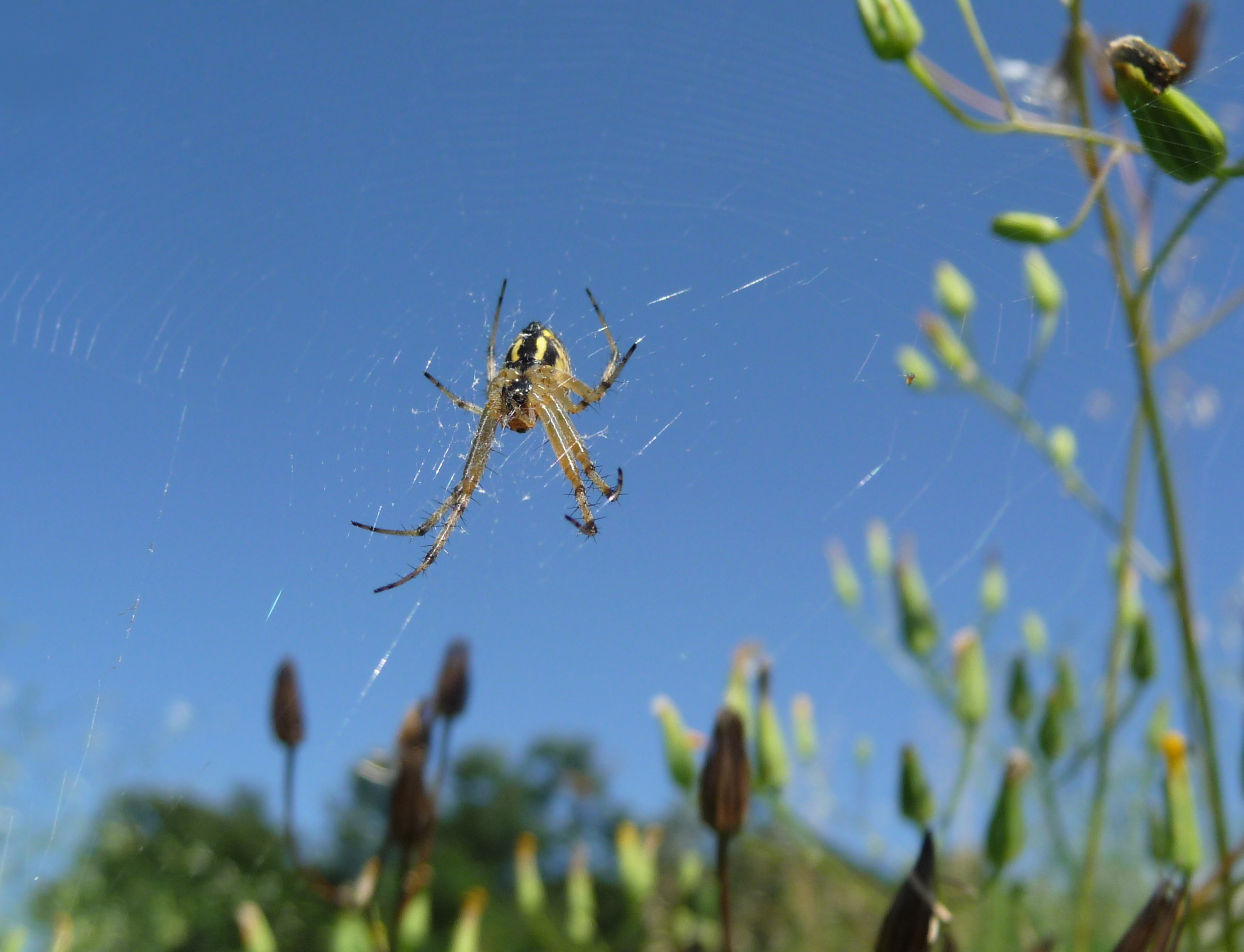
N. adianta, вид снизу.
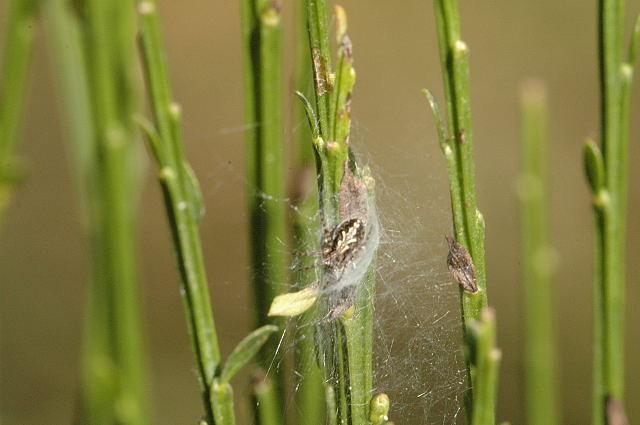
Ловчая сеть и гнездо N. adianta.